# Mech. Schuhfabrik Wolf & Comp.

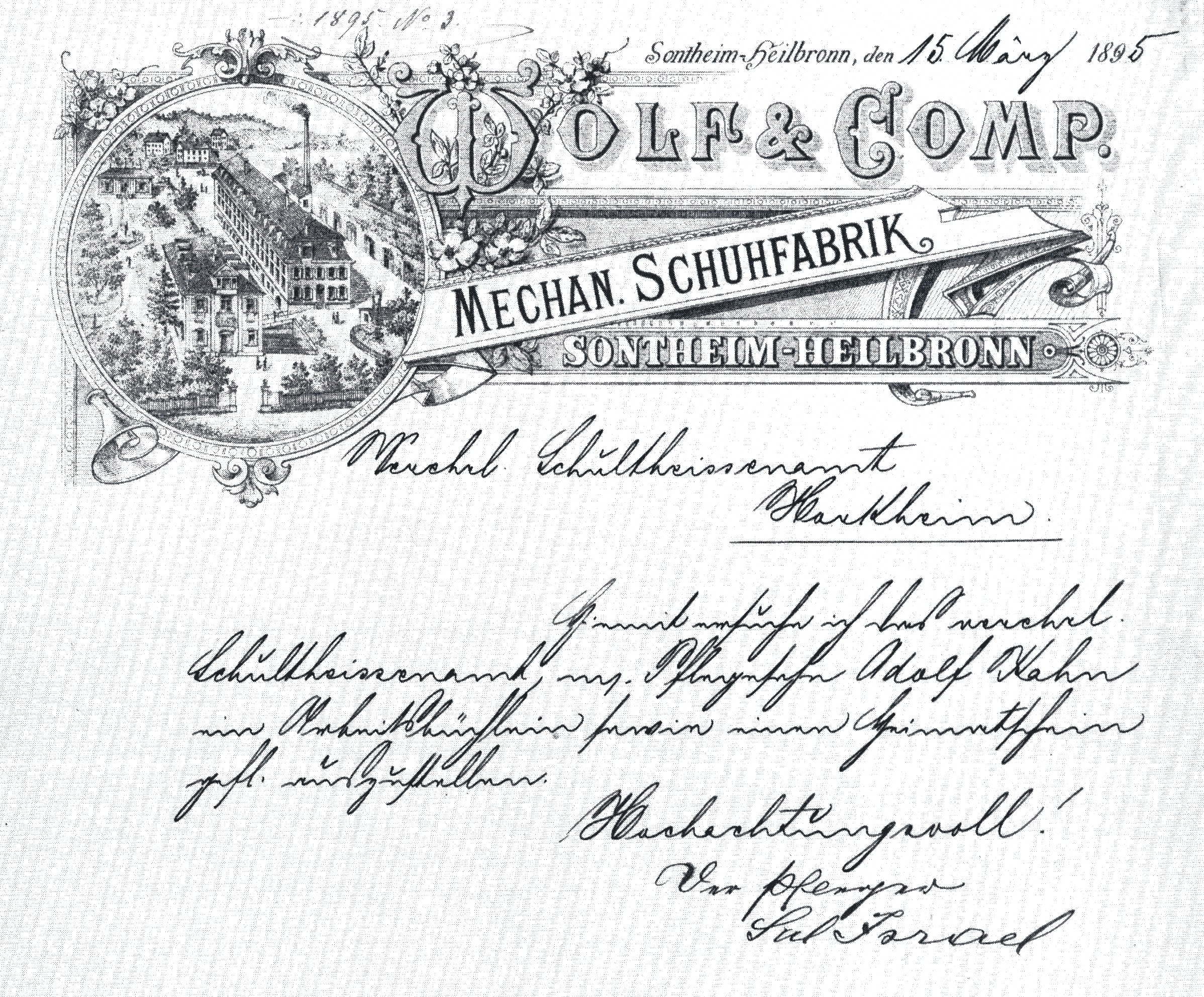
Schuhfabrik Wolko 1895

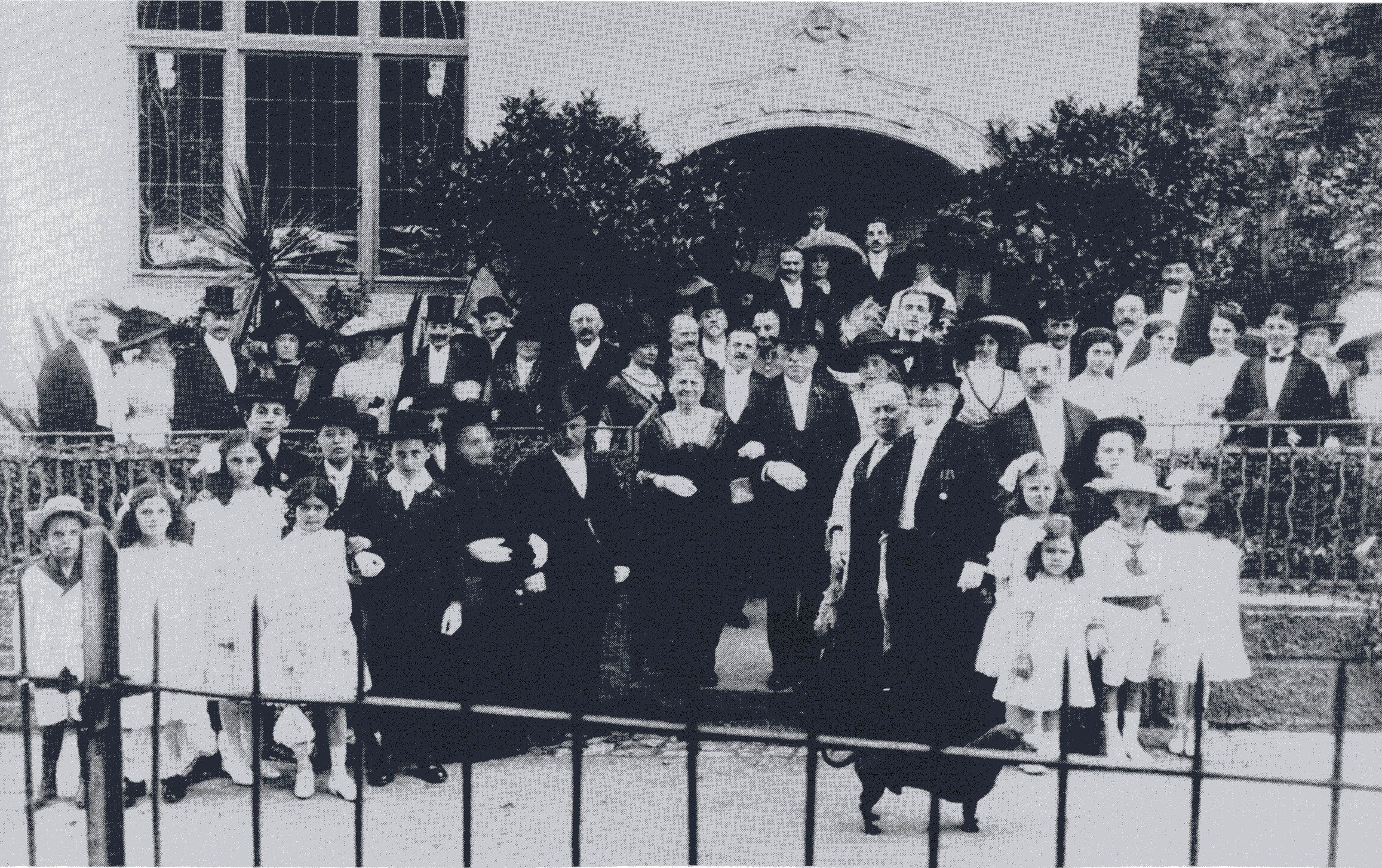
Die Familie Israel 1902

Die Mech. Schuhfabrik Wolf & Comp. im Heilbronner Stadtteil Sontheim war eine Schuhfabrik, die von 1890 bis 1970 in der Hofgartenstraße in Sontheim bestand und ihre Schuhe unter dem Namen Wolko vertrieb. Die von jüdischen Geschäftsleuten begründete Fabrik wurde zur Zeit des Nationalsozialismus arisiert und nach dem Zweiten Weltkrieg rückerstattet.

## Geschichte
Im Jahre 1889 wurde die Fabrik von Salomon Israel in Öhringen gegründet. In der zweiten Generation beteiligten sich Salomon Israels Söhne Isaak (* 19. Januar 1863 in Ernsbach; † 20. Oktober 1933 in Heilbronn), Moriz (* 1874 in Heilbronn; † 1958 in New York) und Albert am Unternehmen des Vaters, außerdem der Schwiegersohn Hermann Wolf (* 4. November 1862 in Stebbach; † 14. Oktober 1926 in Heilbronn). Die Marke Wolko war das Kürzel für Mech. Schuhfabrik Wolf & Comp.
1891 siedelte das Unternehmen nach Sontheim um, wo man von den Erben des Handelsunternehmens Tscherning ein Anwesen erwarb, das 1760 als Tabakfabrik der Familie Bianchi errichtet worden war und sich danach im Besitz des Kaufmanns August Schreiber befand. Im Jahr 1900 waren 200 Arbeiter bei Wolko angestellt. Für die Unternehmerfamilie Israel/Wolf wurde 1903/04 die Villa Wolf errichtet. 1907/08 wurde die Fabrik in Sontheim um ein neu erbautes, fünfstöckiges Fabrikgebäude erweitert. Der Personalbestand betrug damals rund 800 Beschäftigte. Zum Unternehmen gehörten nicht nur direkt der Schuhproduktion dienende Anlagen, sondern es wurden auch eine eigene Schlosserei, Schreinerei usw. betrieben.
Gerhard Wolf (Sohn von Hermann Wolf) und sein Cousin Ernst Israel (Sohn von Albert Israel) veranlassten bei einer abermaligen Erweiterung der Fabrik 1927/28, dass bei Wolf & Comp. die Schuhfabrikation am Fließband erfolgte. Zu jener Zeit hatte der Betrieb etwa 1110 Beschäftigte, wobei jeden Tag 4000 Paar Damenschuhe und 1000–2000 Schuhe einfacher Art hergestellt wurden.
Die Fabrik wurde zur Zeit des Nationalsozialismus in eine GmbH unter der Leitung der bisherigen Direktoren Eugen und Alfred Beck umgewandelt, später enteignet und zwecks Arisierung einem Bankkonsortium unterstellt. Isaak Israel verstarb im Oktober 1933 in Heilbronn, Moriz Israel zog 1934 nach Berlin und floh 1937 oder 1938 über Zürich in die USA, Albert Israel wurde in ein KZ deportiert und verstarb dort. Auch Gerhard Wolf, Ernst Israel und Eugen Israel wurden ausgebürgert und emigrierten ebenso wie der einstige Geschäftsführer Adolf Herz, der durch Eugen Beck aus dem KZ Dachau befreit worden war.
Nach dem Ausbruch des Zweiten Weltkrieges fand in der Schuhfabrik zeitweilig auch die Produktion von drei aus Pirmasens ausgelagerten Schuhfabriken statt, bevor diese nach dem Ende des Frankreichfeldzuges nach Pirmasens zurückkehrten. Daraufhin wurde ein Teil der Elektroartikel-Produktion der AEG in Wolko-Gebäuden untergebracht, während die eigentliche Schuhfabrik nur noch 120 Beschäftigte hatte. Gegen Ende des Krieges dienten die Wolko-Gebäude als Rot-Kreuz-Station und Notlazarett, auch die Entbindungsstation der ausgebombten Heilbronner Frauenklinik kam in den Räumen unter.
Der enteignete Besitzer Gerhard Wolf erhielt die Fabrik nach Ende des Krieges zurück und baute darin die Schuhproduktion wieder auf. 1959 wurde das Unternehmen in eine Aktiengesellschaft umgewandelt. 1961 beschäftigte Wolko rund 700 Personen. Als Unternehmenszeichen diente in den 1960er Jahren die schwarze Silhouette eines stehenden Wolfes von rechts.
Als in den späten 1960er Jahren die Konkurrenz durch günstige Importe aus Italien und Asien erdrückend wurde, begann der Niedergang des Unternehmens. Ab 1967 konnte keine Dividende mehr ausgeschüttet werden. 1969 hatte das Unternehmen nur noch 300 Beschäftigte und verkaufte einen Teil der Maschinen. Der Aufsichtsrat beschloss die Auflösung des Unternehmens. Die Produktion lief im Januar 1970 aus.
Die Fabrikgebäude kamen 1970 in den Besitz der Stadt Heilbronn, die die Gebäude zunächst an verschiedene Unternehmen vermietete. 1977 begann der Abriss der Gebäude, und 1978 wurde ein Bebauungsplan beschlossen, der die Umwandlung der ehemaligen Industriefläche in ein Wohngebiet vorsah. Nach einem Ideenwettbewerb der Stadt wurde 1984 das Sanierungsgebiet Wolko mit Einfamilien-Reihenhäusern überbaut.